# Agnes I van Nevers
Agnes I van Nevers (1170-1193) was een dochter van Gwijde van Nevers en van Mathilde van Bourgondië. 
Zij huwde in 1184 met Peter II van Courtenay (waarbij de koning van Frankrijk als leenheer natuurlijk grote invloed had op de keuze van een echtgenoot voor de erfgename). Ze nam, na vorige jaren onder regentaat, nu op zelfstandige basis, tezamen met haar echtgenoot, haar taak op als gravin van Nevers en van Tonnerre. 
Hiermee zou Nevers voor een periode van meer dan een eeuw onder de heerschappij van vrouwen komen te staan. Agnes I overleed in 1193, toen haar man op kruistocht was. Ze liet een dochter na, Mathilde, die haar opvolgde als gravin van Nevers.